# 제스 웨익슬러
제스 와익슬러(Jess Weixler, 1981년 6월 8일 ~ )는 미국의 배우이다.

## 출연 작품

### 영화
- 리틀 맨하탄 (2005)
- The Big Bad Swim (2006)
- 티스 (2007)
- Goodbye Baby (2007)
- 피터 앤 밴디 (2009, Peter and Vandy)
- 최후의 알렉산더 (2009, Alexander the Last)
- Welcome to Academia (2009)
- 오늘의 특선요리 (2009, Welcome to Academia)
- 우먼 (2010, A Woman)
- Audrey the Trainwreck (2010)
- Yes (2010) - 단편
- 더 라이 (2011, The Lie)
- 더 맨 후 네버 크라이드 (2010, The Man Who Never Cried) - 단편
- 썸바디 업 데어 라이크 미 (2012, Somebody Up There Likes Me)
- 프리 샘플즈 (2012, Free Samples)
- The Normals (2012)
- 베스트 맨 다운 (2012, Best Man Down)
- 페이스 오브 러브 (2013)
- 엘리노어 릭비: 그 여자 (2013)
- 엘리노어 릭비: 그남자 그여자 (2014)
- 리슨 업 필립 (2014, Listen Up Philip)
- Apartment Troubles (2014)
- Lamb (2015)
- Sister Cities (2016)
- 킬러 더 머니 (2016, Money)
- Entanglement (2017)
- Who We Are Now (2017)
- Who We Are Now (2017)
- 영원한 족쇄 (2018, Chained for Life)
- 더 데스 오브 딕 롱 (2018, The Death of Dick Long)
- 그것: 두 번째 이야기 (2019)
- 에이바 (2020)
- 타미 페이의 눈 (2021)

### 텔레비전
- Up Close with Carrie Keagan (2007)